# Sotakleja
Sotakleja (Aquilegia atrata) är en art i familjen ranunkelväxter från bergsområden i centrala och södra Europa.
Kronbladen är mörklila och ståndarna är guldgula.
- Wikimedia Commons har media som rör Sotakleja.

## Synonymer
Aquilegia vulgaris var. atroviolacea Avé-Lall.
Aquilegia vulgaris subsp. atroviolacea (Avé-Lall.) Rapaics
Aquilegia atroviolacea (Avé-Lall.) Beck
Aquilegia vulgaris subsp. atrata (W.D.J.Koch) Nyman